# チャッツァ - マコフ線
チャッツァ - マコフ線（スロバキア語: Železničná trať Čadca – Makov）は、スロバキア国鉄の鉄道線の名称である。路線番号は128。
1914年に開業した。

## 運行形態
- チャッツァ - マコウ
全て各駅停車のみの運行。平日は1-2時間に1本、休日は2時間間隔の運行となっている。チャッツァで、127号線ジリナ方面普通と接続する。[1]
2021年以前は、平日一日11～13往復、休日一日8.5往復の運行で、平日は4時間間隔の空く時間帯もあった。

## 駅一覧
以下では、スロバキア国鉄128号線の駅と営業キロ、停車列車、接続路線などを一覧表で示す。なお、全て各駅停車である。
| 路線名 | 駅名                             | 駅間営業キロ | 累計営業キロ | 接続路線         | 所在地   | 所在地       |
| ------ | -------------------------------- | ------------ | ------------ | ---------------- | -------- | ------------ |
| 128    | チャッツァ駅                     | -            | 0.3          | 127号線、129号線 | ジリナ県 | チャッツァ郡 |
| 128    | チャッツァ停留所                 | 0.9          | 1.2          |                  | ジリナ県 | チャッツァ郡 |
| 128    | ラコヴァー・ゼマノフ駅（休止中） |              | (3.3)        |                  | ジリナ県 | チャッツァ郡 |
| 128    | ラコヴァー駅                     | 3.2          | 4.4          |                  | ジリナ県 | チャッツァ郡 |
| 128    | スタシコフ停留所                 | 2.7          | 7.1          |                  | ジリナ県 | チャッツァ郡 |
| 128    | スタシコフ駅                     | 1.7          | 8.8          |                  | ジリナ県 | チャッツァ郡 |
| 128    | ポドヴィソカー駅                 | 1.8          | 10.6         |                  | ジリナ県 | チャッツァ郡 |
| 128    | トゥルゾフカ駅                   | 3.6          | 14.2         |                  | ジリナ県 | チャッツァ郡 |
| 128    | トゥルゾフカ停留所               | 3.6          | 17.8         |                  | ジリナ県 | チャッツァ郡 |
| 128    | ヴィソカー・ナド・クスツォウ駅   | 3.5          | 21.3         |                  | ジリナ県 | チャッツァ郡 |
| 128    | ニジニー・ケルチョフ駅           | 3.1          | 24.4         |                  | ジリナ県 | チャッツァ郡 |
| 128    | マコフ駅                         | 1.8          | 26.2         |                  | ジリナ県 | チャッツァ郡 |